# 库尼亚 (普斯科夫州)
库尼亚（羅馬化：Kunʹya）是俄罗斯普斯科夫州的市级镇、库尼亚区行政中心及规模最大聚居地，也是该区唯一一座市级镇。地处普斯科夫州东南部，位于涅瓦河流域库尼亚河一支流卢斯尼亚河（Лусня）畔，在州府普斯科夫东南方。
镇内设有同名铁路车站，位于勒热夫－大卢基线上。M9公路（波罗的公路）穿过该镇。
该地2022年人口有2,586人；2010年人口3,127；2002年人口3,527；1989年人口3,958。